# 황금산
황금산(黃金山)은 서산시 대산읍에 위치한 산이다.

## 명칭
황금산의 옛 이름은 '항금산 (亢金山)'이었다. 금이 발견되면서 '황금산 (黃金山)'이라 되었다고 한다. 실제로 금을 캤던 2개의 동굴이 남아있다.

## 지리
서쪽은 선캄브리아기 서산층군 이북리층의 규암으로 구성된 바위 절벽이며 서해와 접해있다. 예전에는 섬 같이 고립된 모양새를 하고 있었으나 화학공장이 들어서면서 현재 육지와 연결됐다.

## 황금선사
황금선사(黃金山祠)는 산신령과 임경업 장군의 초상화를 모셔 놓고 각종 제 등을 지내던 곳이다. 1996년 터만 남아 있던 걸 복원했다.

## 볼 만한 곳
- 코끼리바위: 코끼리 형상의 바위다.
- 몽돌해변